# Ogataea wickerhamii
Ogataea wickerhamii är en svampart som först beskrevs av Capr., och fick sitt nu gällande namn av Y. Yamada, M. Matsuda, K. Maeda & Mikata 1995. Ogataea wickerhamii ingår i släktet Ogataea och familjen Pichiaceae.   Inga underarter finns listade i Catalogue of Life.